# Bartolommeo Penni
Bartolommeo Penni,  est un peintre italien de la haute Renaissance actif au XVIe siècle, appartenant à la famille d'artistes italiens des Penni.

## Biographie
Né d'une famille de tisserands de Florence, Bartolommeo Penni fut artiste à la cour des Tudor auprès d'Henri VIII d'Angleterre entre 1531 et 1533. Son frère Luca, finit sa vie auprès du cercle des artistes italiens à l'école de Fontainebleau, en France où il fut surnommé « le Romain » et son autre frère Gianfrancesco entra tôt dans l'atelier de Raphaël et collabora avec lui pour plusieurs travaux parmi lesquels les décorations de salles du Vatican, les fresques de la Villa Farnesina à Rome.

## Œuvres
- x

## Sources
- x